# Reed (Arkansas)
Reed é uma cidade  localizada no estado americano de Arkansas, no Condado de Desha.

## Demografia
Segundo o censo americano de 2000, a sua população era de 275 habitantes.
Em 2006, foi estimada uma população de 261, um decréscimo de 14 (-5.1%).

## Geografia
De acordo com o United States Census Bureau, a localidade tem uma área de 0,3 km², sem área coberta por água.

## Localidades na vizinhança
O diagrama seguinte representa as localidades num raio de 24 km ao redor de Reed.